# Viticulture en Allemagne

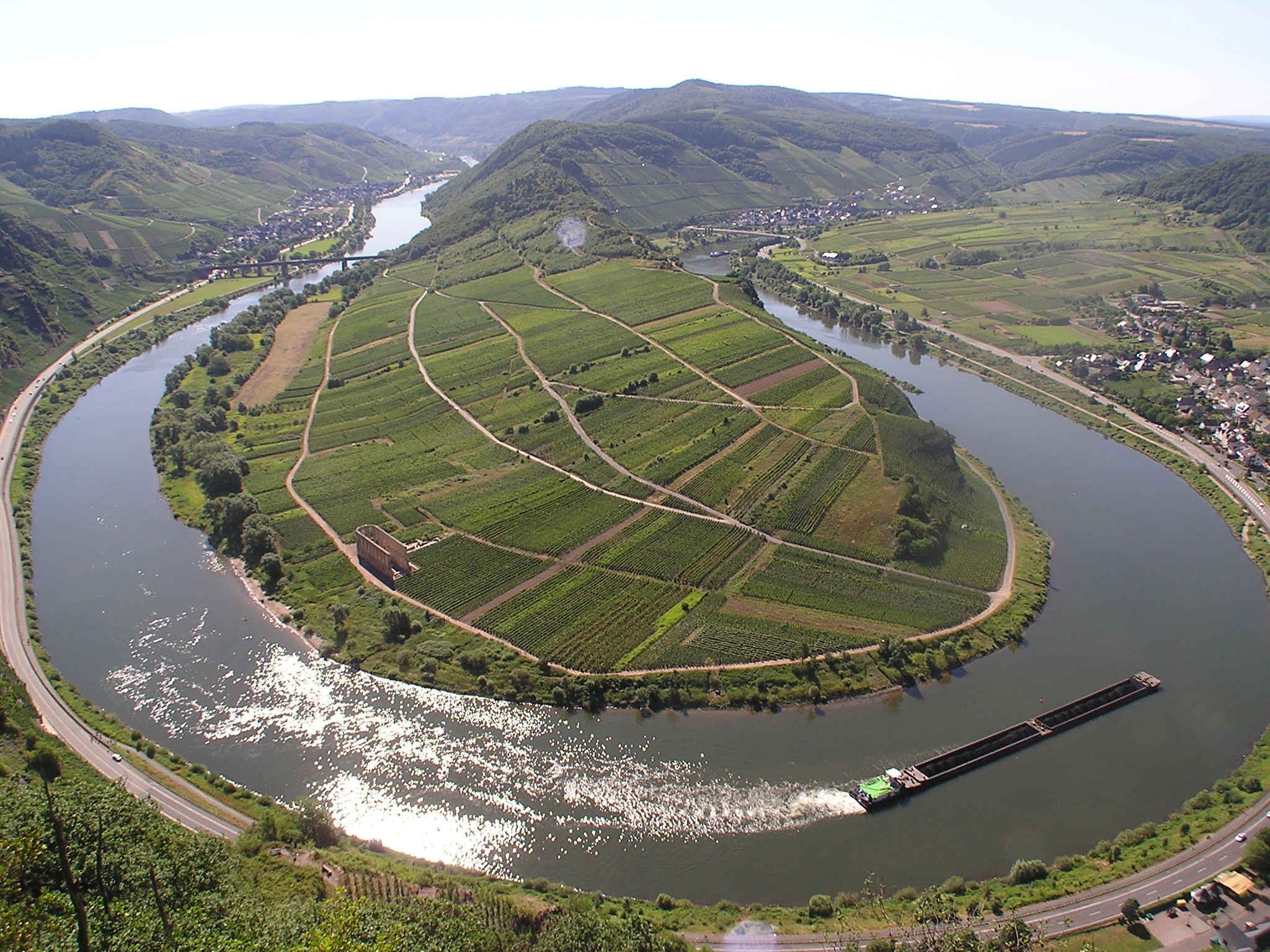
Vignoble de Stuben dans un méandre de la Moselle.

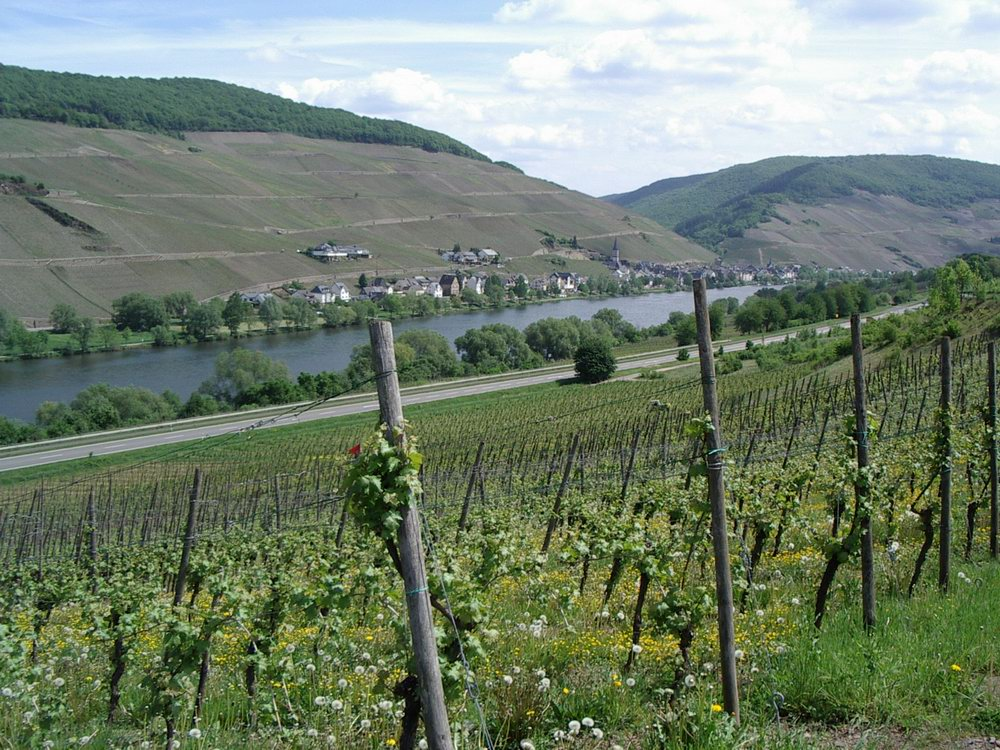
Vignoble allemand près de Zell dans la vallée de la Moselle.

La viticulture en Allemagne connaît une longue tradition. Comme dans toute l'Europe, les premiers vignobles y ont été plantés par les Romains, qui ont développé la culture de la vigne le long de la Moselle et du Rhin, puis à l'époque de l'empereur Charlemagne et durant tout le Moyen Âge. Ils se sont développés sur les coteaux escarpés des fleuves, essentiellement de la partie occidentale du pays[réf. souhaitée], sur les rives orientées au sud et protégées des vents.

## Histoire

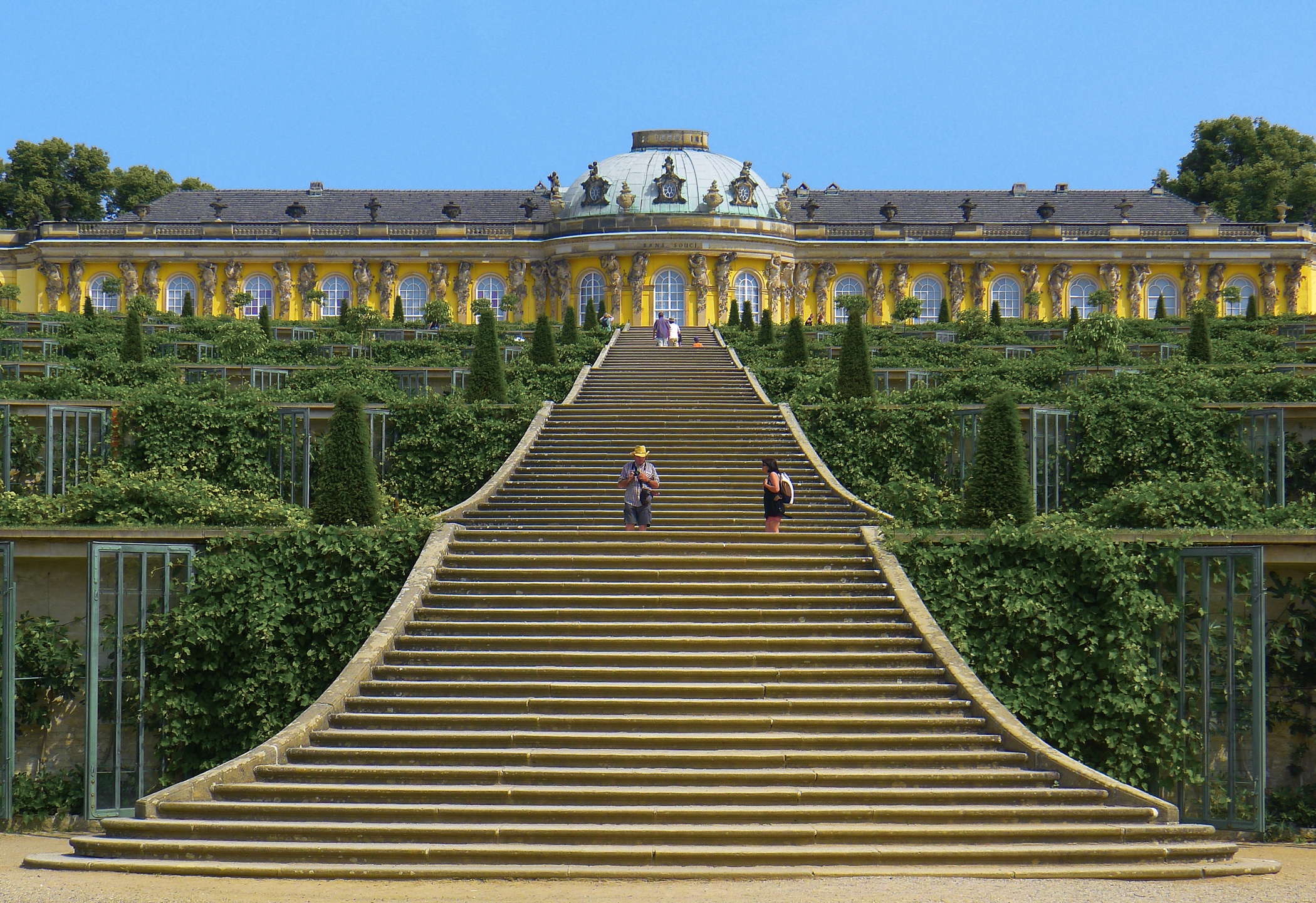
Vignes en terrasses du palais de Sanssouci de Potsdam.

Un des lieux avec la plus longue tradition viticole en Allemagne est l'Abbaye d'Eberbach près d'Eltville, dans le Rheingau
. Des moines cisterciens venu de Bourgogne s'y installèrent en 1136 et amenèrent le cépage du Pinot Noir. 
Depuis 1803, la viticulture dans le domaine fut continuée par des entités séculaires, d'abord par le duc de Nassau, puis 1866 par la Prusse et depuis 1945 par le Land de Hesse.

### Période contemporaine
Pendant la période du Reichsland Elsass-Lothringen, de 1871 à 1918, l'Alsace était la plus grande région viticole allemande.

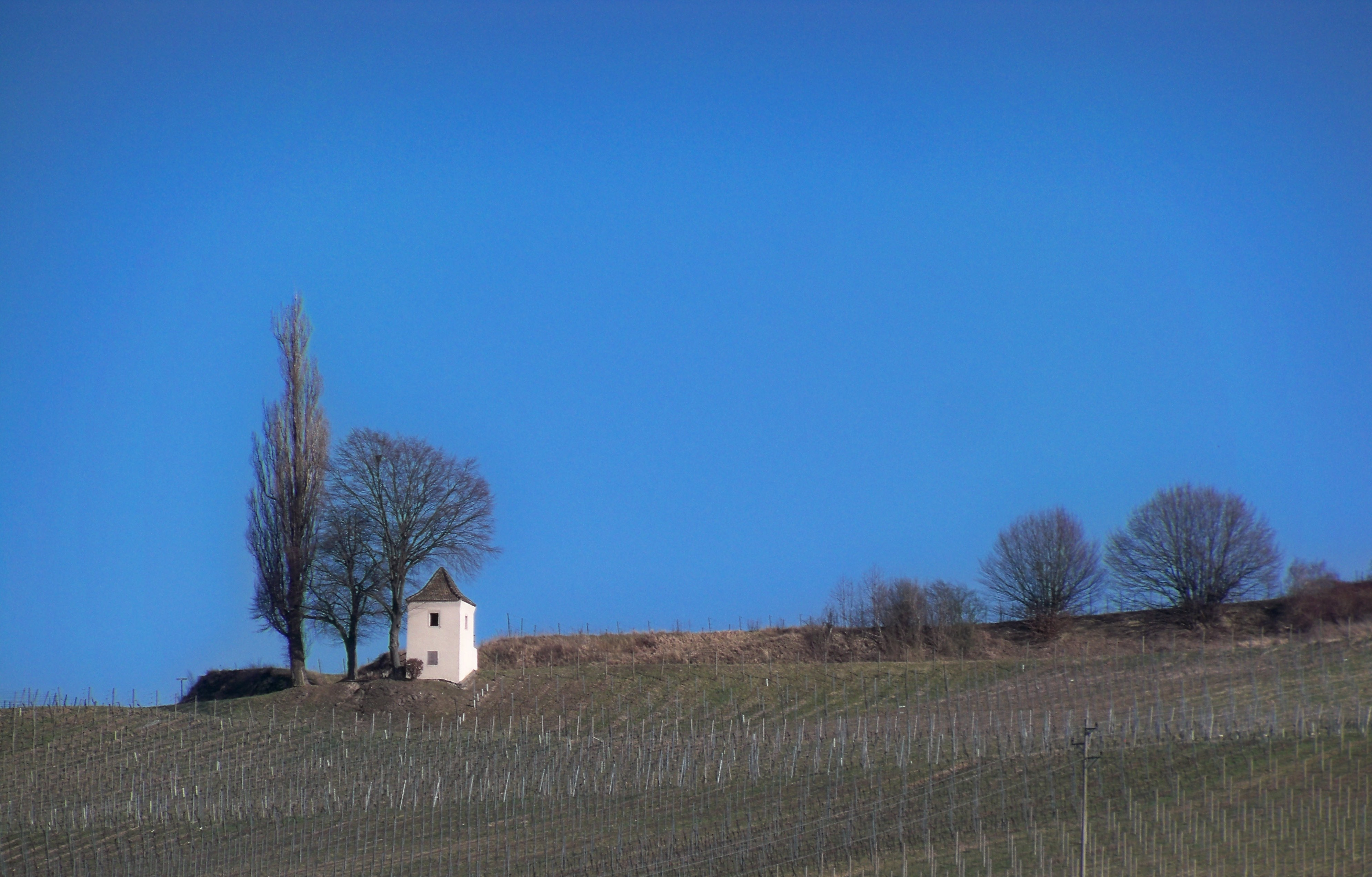
Cabane de vigne en Bade-Wurtemberg

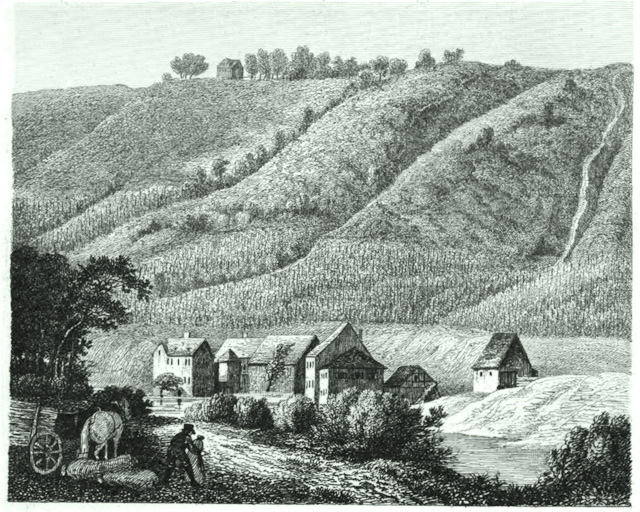
Vignoble allemand en 1859

## La réglementation allemande
L'Allemagne, pays membre de l'Union européenne, applique les règlements européens, qui supplantent la législation nationale.

## Les cépages cultivés en Allemagne

### Cépages de cuve
| Cépages importants en Allemagne (date 2022) | Cépages importants en Allemagne (date 2022) | Cépages importants en Allemagne (date 2022) | Cépages importants en Allemagne (date 2022) | Cépages importants en Allemagne (date 2022) |
| Cépage                                      | Couleur                                     | Synonyme                                    | Superficie (%)                              | Superficie(ha)                              |
| ------------------------------------------- | ------------------------------------------- | ------------------------------------------- | ------------------------------------------- | ------------------------------------------- |
| 1. Riesling                                 | blanc                                       |                                             | 23,6                                        | 24 410                                      |
| 2. Pinot noir                               | noir                                        | Spätburgunder                               | 11,1                                        | 11 512                                      |
| 3. Muller-Thurgau                           | blanc                                       | Rivaner                                     | 10,6                                        | 10 970                                      |
| 4. Pinot gris                               | blanc                                       | Ruländer, Grauburgunder                     | 7,8                                         | 8 094                                       |
| 5. Dornfelder                               | noir                                        |                                             | 6,6                                         | 6 812                                       |
| 6. Pinot blanc                              | blanc                                       | Klevner, Weißer Burgunder                   | 6,0                                         | 6 181                                       |
| 7. Sylvaner                                 | blanc                                       | Silvaner, Autrichien blanc                  | 4,3                                         | 4 419                                       |
| 8. Chardonnay                               | blanc                                       |                                             | 2,6                                         | 2 731                                       |
| 9. Blauer Portugieser                       | noir                                        |                                             | 2,2                                         | 2 295                                       |

La liste complète des cépages se présente comme suit
| \| \| Cépages blanc autorisés \| | \| \| Cépages blanc autorisés \| | \| \| Cépages blanc autorisés \| | \| \| Cépages blanc autorisés \| |
| --- | --- | --- | --- |
| - Albalonga - Arnsburger - Auxerrois - Bacchus - Blauer Silvaner - Bronner - Chardonnay - Ehrenbreitsteiner - Ehrenfelser - Elbling - Faberrebe - Findling - Fontanara - Freisamer - Früher Malingre - Gelber Muskateller - Gewurztraminer | - Goldriesling - Grauburgunder - Gutedel - Hibernal - Hölder - Huxelrebe - Oliver Irsay - Johanniter - Juwel - Kanzler - Kerner - Kernling - Mariensteiner - Merzling - Morio-Muskat - Müller-Thurgau (Rivaner) - Muskat-Ottonel | - Nobling - Optima - Orion - Ortega - Osteiner - Perle - Perle von Csaba - Phoenix - Prinzipal - Regner - Reichensteiner - Rieslaner - Riesling - Roter Elbling - Roter Gutedel - Roter Muskateller - Sauvignon Blanc | - Scheurebe - Schönburger - Septimer - Siegerrebe - Silcher - Sylvaner - Sirius - Solaris - Staufer - Veltliner - Weißer Burgunder - Würzer |
| | Cépages blanc autorisés | | |

| \| \| Cépages noirs autorisés \|                                                                                 | \| \| Cépages noirs autorisés \|                                                             | \| \| Cépages noirs autorisés \|                                                                                  | \| \| Cépages noirs autorisés \|                                      |
| --- | -------------------------------------------------------------------------------------------- | --- | --------------------------------------------------------------------- |
| - Acolon - André - Blauburger - Cabernet Dorsa - Cabernet Mitos - Cabernet Sauvignon - Dakapo - Deckrot - Domina | - Dornfelder - Dunkelfelder - Frühburgunder - Hegel - Helfensteiner - Heroldrebe - Lemberger | - Merlot - Muskat-Trollinger - Palas - Pinot meunier (Schwarzriesling) - Portugieser - Regent - Rondo - Rotberger | - Spätburgunder - St. Laurent - Tauberschwarz - Trollinger - Zweigelt |
| | Cépages noirs autorisés                                                                      | |                                                                       |

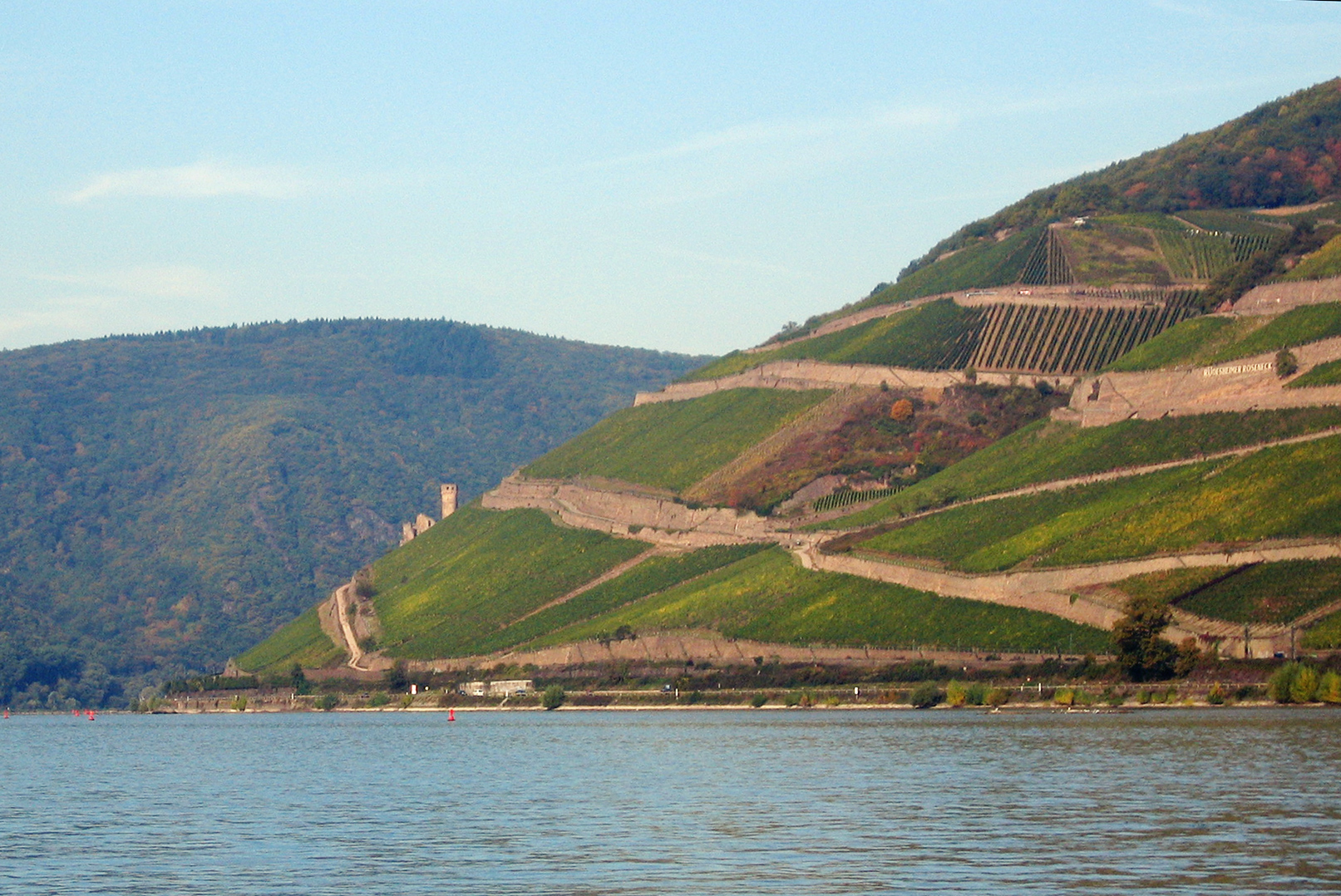
Vignobles en coteaux sur le Rüdesheimer Berg dominant le Rhin (Rheingau)
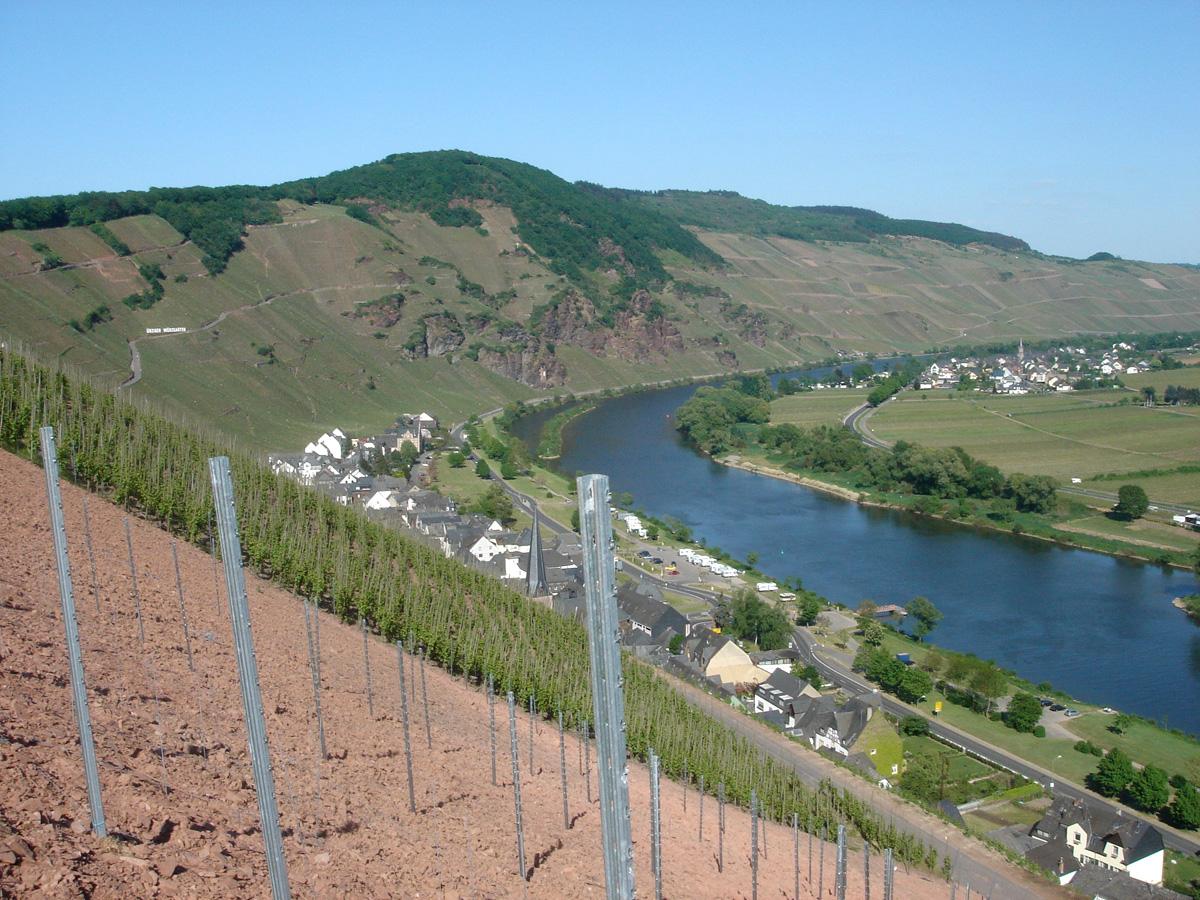
Vignobles en coteaux dominant la Moselle, près d'Ürzig
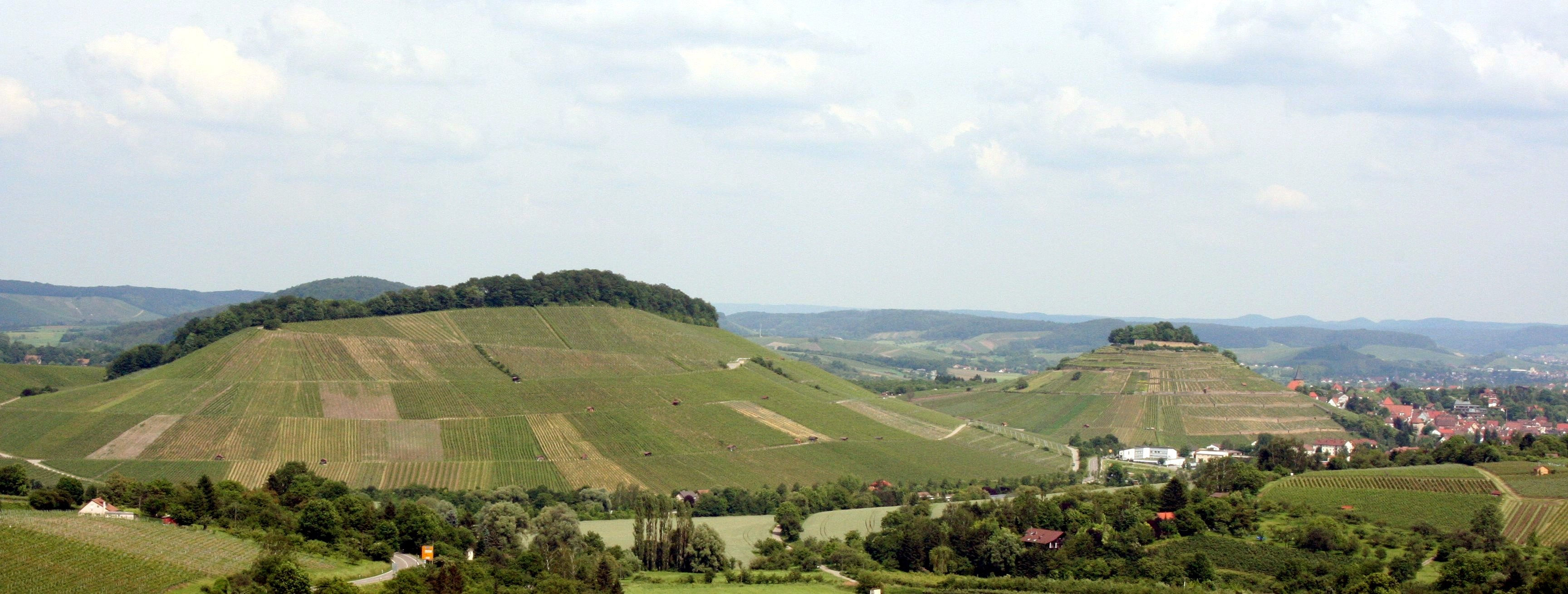
Le Weinsberg entre Schemelsberg et Burgberg
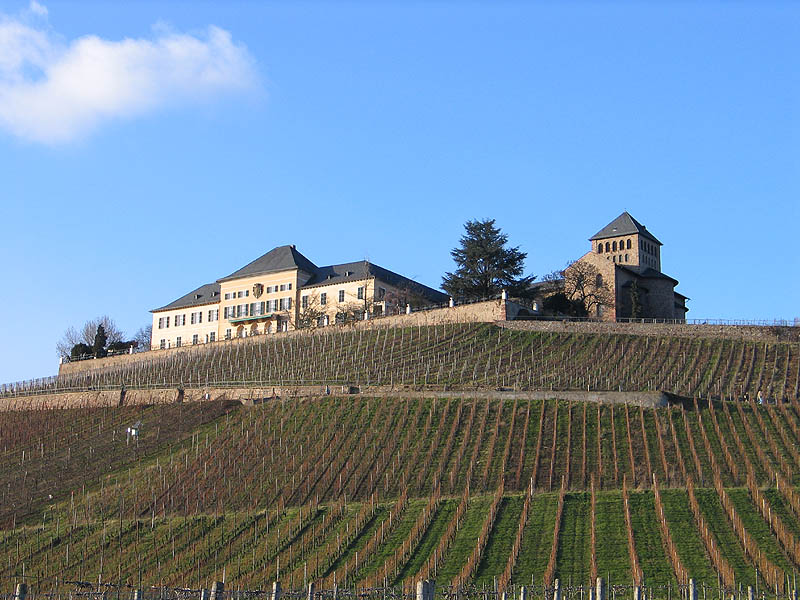
Vignoble de Johannisberg (Rheingau)

## Les terroirs allemands

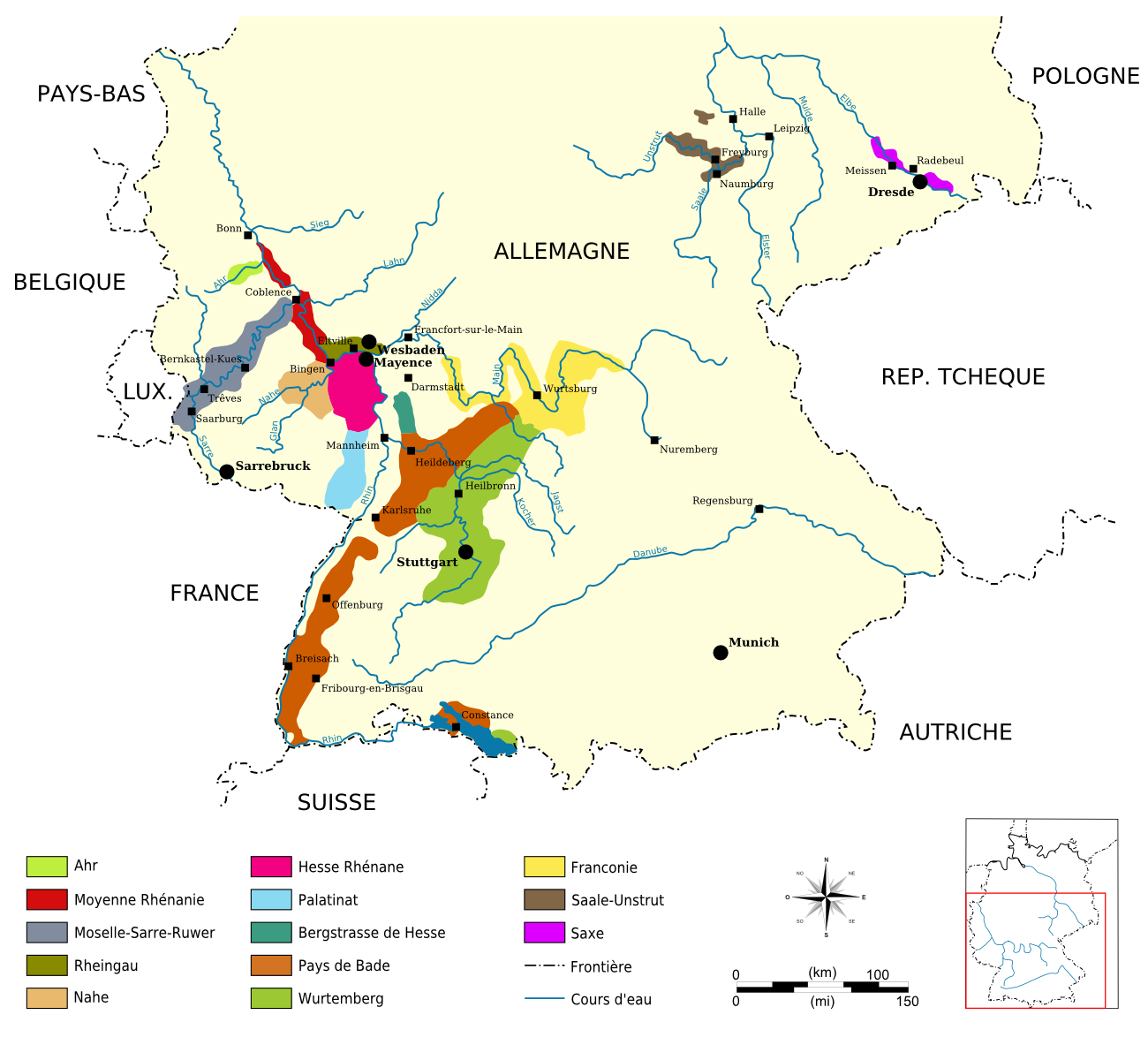
Les vignobles d'Allemagne.

Les vignobles en Allemagne s'étendent sur 100 000 hectares dont 65 % sont réservés aux raisins blancs. Avec dix millions d'hectolitres produits en 2003, l'Allemagne est le 8e producteur mondial de vin et le 4e de l'Union européenne.
La fraîcheur des climats rend difficile l'obtention d'une maturité satisfaisante des raisins. L'emplacement des parcelles est donc primordial et ce sont en général des vins légers et fruités.
1. Vignoble de l'Ahr, 430 ha au sud de Bonn, un des deux plus petits vignobles.
2. Vignoble du Pays-de-Bade (Baden), de Heidelberg au lac de Constance, le plus méridional des vignobles.
3. Vignoble de Franconie (Franken).
4. Vignoble de Bergstrasse de Hesse (Hessische Bergstrasse), un des deux plus petits vignobles.
5. Vignoble du Rhin-moyen (Mittelrhein), sur 100 km au sud de Bonn, la région la plus touristique.
6. Vignoble de la Moselle, 8 770 ha de Coblence jusqu'à la frontière française.
7. Vignoble de la Nahe, 4 600 ha le long de la Nahe.
8. Vignoble du Palatinat rhénan (Rheinpfalz) sur 80 km depuis la Hesse jusqu'à la frontière française, avec la plus importante production.
9. Vignoble du Rheingau, le long de la rive droite du Rhin.
10. Vignoble de Hesse-Rhénane (Rheinhessen), la plus vaste région viticole.
11. Vignoble de Saale-Unstrut, depuis l'an 1066 (attesté depuis 998).
12. Vignoble de Saxe (Sachsen).
13. Vignoble du Wurtemberg, majoritairement du rouge.

## Définition des qualités de vin en Allemagne et en Autriche
L'organisation du marché du vin de l'UE connaît les désignations suivantes :
- Vin sans indication géographique
- vin avec indication géographique protégée (IGP)
- vin avec appellation d’origine protégée (AOP)

Les Prädikatswein ne sont pas chaptalisés. La gradation de Kabinett à Eiswein se fait en fonction de la richesse croissante en sucre et autre extraits et par sa densité à la récolte.

### Sites internet
- Le site du Deutsches Weininstitut (Institut du vin allemand) en allemand et en anglais
- Vin allemand

### Vidéos
- [vidéo] « L'Allemagne, De la Moselle au Rhin » sur Voyage, 2003, 52 min.
- [vidéo] « La Saxe » sur Arte, 2006, 27 min.
- [vidéo] « Le Kaisersthul » sur Arte, 2003, 27 min.
- [vidéo] « Le Rheingau » sur Arte, 2003, 27 min.
- [vidéo] « La Franconie » sur Arte, 2005, 27 min.
- [vidéo] « Le Palatinat » sur Arte, 2006, 27 min.
- (en) [vidéo] « The Wines of Germany » sur GuildSomm, 22 février 2017, 11 min.